# Piața Iancului (stație de metrou)
Piața Iancului este o stație de metrou din București, situată în apropierea cartierului Pantelimon.
În viitor se va face corespondenta și terminarea M5 temporar. Asta din cauză că circulă câteva linii de tramvai care leagă Piața Iancului de Pantelimon și din această cauză, se va îngreuna construcția acestui tronson. Din cauza aceasta, M5 va avea capăt aici și va ajunge în Cartierul Pantelimon abia în anul 2030.

## Istoric
În august 1989, a fost inaugurată stația de metrou "Piața Iancului", care pe atunci făcea parte din Magistrala III, cuprinsă între stațiile Gara de Nord și Dristor 2 (7,8 km, 6 stații).
Actualmente stația face parte din M1.